# Büky Miklós
Büky Miklós (? – 1862. március 6.) szolgabíró, író
Fejér megye palotai járásának kinevezett szolgabírája volt. A Hölgyfutárnak és Divatcsarnoknak volt a munkatársa Jánki név alatt (1851–1853.) Népszinművet is írt Atya és vetélytárs címmel (bemutatták. Sümeg, 1853 március), mely a vidéki színpadokon többször adatott. 1861-ben előfizetést is hirdetett Válogatott műveire, melyek szinművek, beszélyek és költeményekből állottak; de azok kiadásában megakadályozta halála. A győri Hazánkba is írt.